# Светоховский, Тадеуш
Тадеуш Светоховский (пол. Tadeusz Świętochowski; 28 апреля 1934, Лилль — 15 февраля 2017, Нью-Йорк, Нью-Йорк) — американский историк, специалист по изучению Южного Кавказа и особенно Азербайджана. Являлся профессором истории в Монмутском университете, преподавал также в Варшавском университете по фулбрайтовской программе для заслуженных специалистов (Fulbright Senior Specialist grant). Являлся ведущим специалистом по новейшей истории Азербайджана.

## Биография
Родился в Лилле (Франция) в семье польского дипломата Станислава Светоховского, который был этапирован в Москву в 1939 году после раздела Польши между СССР и Германией, где и, вероятно, погиб в Бутырской тюрьме.
После окончания Второй мировой войны эмигрировал в США, где закончил Колумбийский университет в Нью-Йорке. Работал на историческом факультете Монмутского колледжа в штате Нью-Джерси, где стал полным профессором истории ещё до преобразования этого колледжа в Монмутский университет в 1995 году.
Скончался 15 февраля 2017 года, похоронен 27 февраля в Форт-Вашингтон (Пенсильвания), рядом со своей супругой Мими.

## Научные труды
Опубликовал монографию «Российский Азербайджан, 1905—1920: Выстраивание национальной идентичности в мусульманском обществе» (англ. Russian Azerbaijan, 1905-1920: The Shaping of a National Identity in a Muslim Community; Cambridge University Press, 1985. — 290 pp.), изданную также в переводе на турецкий язык (тур. Müslüman Cemaatten Ulusal Kimliğe Rus Azerbaycanı 1905-1920; Istanbul: Bağlam Yayınları, 1988); эта книга была переиздана в 2004 году и рецензенты второго издания называют её «классической».
За ней последовала книга «Россия и Азербайджан. Пограничная страна в процессе развития» (англ. Russia and Azerbaijan. A Borderland in Transition; New York: Columbia University Press, 1995. — 290 pp.), высоко оценённая специалистами: в частности, рецензент журнала «International Relations» указывает, что «при чтении книги складывается впечатление, что Тадеуш Светоховский знает гораздо больше, чем написано. Из уважения к читателям он тщательно и вдумчиво отбирает наиболее значимые и убедительные факты и события, чтобы сделать возможным лучшее понимание своего предмета, не слишком известного западной, и не только западной, аудитории».
Совместно с Брайаном Коллинзом подготовил и опубликовал «Словарь истории Азербайджана» (англ. Historical dictionary of Azerbaijan; Scarecrow Press, 1999. — 130 pp.). На польском языке вышла книга Светоховского об Азербайджане в серии «История государств мира в XX веке» (пол. Azerbejdżan; Warszawa: Wydawnictwo Trio, 2006. — 303 s.).
Выступил также научным редактором биографии Бориса Савинкова, написанной Каролем Вендзягольским (Karol Wędziagolski. Boris Savinkov: Portrait of a Terrorist. — Twickenham, Kingston Press, 1988).

### Публикации
- Poland between Germany and Russia (1926—1939): the theory of two enemies. (Edited by Alexander Korczyński & Tadeusz Świętochowski). Pilsudski Institute of America, New York, 1975.
- Guide to the collections of the Pilsudski Institute of America for research in the modern history of Poland. Pilsudski Institute of America, New York, 1980.
- Russian Azerbaijan (1905—1920): the shaping of a national identity in a Muslim community. Cambridge University Press, Boston, 1985, 272 pages. (Translated into Turkish: Müslüman Cemaatten Ulusal Kimliğe Rus Azerbaycanı, 1905—1920. Istanbul, Bağlam Yayınları, 1988).
- Karol Wędziagolski. Boris Savinkov: portrait of a terrorist. (Edited by Tadeusz Swietochowski, translated by Margaret Patoski). Kingston Press, Clifton NJ, 1988.
- Der Islam und die Entwicklung nationaler Identität in Aserbaidshan. Markus Verlag-Gesellschaft, Köln, 1989.
- Russia and Azerbaijan: a borderland in transition. Columbia University Press, New York, 1995, 289 pages. (Translated into Azeri by Khazar University Press).
- Azerbejdżan i Rosja: kolonializm, islam i narodowość w podzielonym kraju. Instytut Studiów Politycznych Polskiej Akademii Nauk, Warszawa, 1998, 302 str.
- Historical Dictionary of Azerbaijan (co-author). Scarecrow Press, Lanham MD, 1999, 130 pages.
- Azerbaijan: the hidden faces of Islam. = World Policy Journal (New York), Fall 2002, volume XIX, number 3, pages 69-76.
- Azerbejdżan. Wydawnictwo Trio, Warszawa, 2006, 303 str.

## Признание
- Почётный член Общества изучения Центральной Евразии (CESS)[10].
- Почётный профессор Университета Хазар в Баку и Бакинского государственного университета.
- Почётный профессор истории Монмутского университета[англ.].